# Майнагашев, Бронислав Семёнович
Бронислав Семёнович Майнагашев (5 июня 1926, Казановка, Сибирский край — 17 сентября 2017, Москва) — советский моряк.

## Биография
Родители Б. С. Майнагашева из села Казановка (Аскизский район, Хакасия). После окончания школы в Новоселовском районе работал директором маслозавода. Затем закончил Ленинградское высшее инженерно-морское училище имени адмирала С. О. Макарова (в 1949 году получил специальность «инженер судовождения»). Помощник капитана на ледоколах «Алеша Попович», «Сибиряков», «Красин», «Ермак», «Илья Муромец» (1950—1955); старший помощник, затем капитан судов Мурманского морского пароходства министерства морского флота (1955—1963); начальник морских перевозок и операций западного района советской Арктики; заместитель начальника Администрации Северного морского пути (с 1971); начальник главной морской инспекции морского флота СССР, член коллегии министерства морского флота СССР (1979).
Осенью 1983 года, когда в Арктике 22 транспортных судна оказались в ледовом плену, был назначен начальником штаба по спасению флота. Под его руководством в результате скоординированных усилий моряков, летчиков, гидрографов и других специалистов в течение двух месяцев все суда были спасены.
Капитан атомного ледокола «Арктика» (1987).
При его непосредственном участии были проведены экспериментальные походы, результаты которых позволили разработать новую тактику плавания по арктическим морям и новую стратегию освоения месторождений Севера.
С 1992 по 1996 год — руководитель Постоянного представительства Хакасии при Президенте Российской Федерации. Почётный гражданин Аскизского района Хакасии.
Награждён орденами Ленина (1983), Октябрьской Революции (1977), двумя орденами Трудового Красного Знамени (1962, 1970), орденом «За заслуги перед Хакасией» и многими медалями.
Почётный работник транспорта России, почётный работник министерства морского флота СССР, почётный полярник, почётный работник Госкомгидромета СССР.
По данным Энциклопедии Республики Хакасия, он был первым инженером-судоводителем хакасского происхождения.
Скончался 17 сентября в возрасте 91 года после продолжительной болезни. Похоронен на родине в деревне Казановка (Аскизский район).